# Esentepe, Adıyaman
Esentepe là một xã thuộc thành phố Adıyaman, tỉnh Adıyaman, Thổ Nhĩ Kỳ.